# 9465 Fergusonsam
9465 Fergusonsam eller 1998 HJ121 är en asteroid i huvudbältet som upptäcktes den 23 april 1998 av LINEAR i Socorro County, New Mexico. Den är uppkallad efter Samuel Ferguson.
Asteroiden har en diameter på ungefär 7 kilometer och den tillhör asteroidgruppen Eos.